# Cecily
Cecily (auch Cicely) ist eine englische Version des weiblichen Vornamens Cäcilie.

## Namensträgerinnen

### Cecily
Mittelalter
- Cecily Neville (1415–1495), englische Adlige, Mutter von König Eduard IV. und König Richard III.
- Cecily of York (1469–1507), englische Prinzessin, Tochter von König Eduard IV.
- Cecily Bonville, 7. Baroness Harington (1460–1529), englische Adlige, Baroness Harington und Baroness Bonville

Neuzeit
- Cecily Adams (1958–2004), US-amerikanische Schauspielerin und Regisseurin
- Cecily Brown (* 1969), britische Malerin
- Cecily Corti (* 1940), in der Obdachlosenhilfe engagierte Österreicherin
- Cecily Lefort (1900–1945), Agentin der britischen Spezialeinheit „Special Operations Executive“ (SOE)
- Cecily Strong (* 1984), US-amerikanische Filmschauspielerin
- Cecily von Ziegesar (* 1970), US-amerikanische Schriftstellerin

### Cicely
- Cicely Mary Barker (1895–1973), britische Illustratorin
- Cicely Courtneidge (1893–1980), britische Schauspielerin bei Bühne, Film und Fernsehen
- Cicely Hamilton (1872–1952), britische Schauspielerin, Autorin, Journalistin, Suffragette und Feministin
- Cicely Saunders (1918–2005), englische Krankenschwester, Sozialarbeiterin und Ärztin
- Cicely Tyson (1924–2021), US-amerikanische Film- und Theaterschauspielerin sowie Fotomodell
- Cicely Veronica Wedgwood (1910–1997), britische Historikerin